# Armando Pérez Hoyos
Armando Pérez Hoyos (Antioquia, 5 de mayo de 1952) es un catedrático, ingeniero y ex-árbitro de fútbol colombiano. Pérez Hoyos actuó como árbitro internacionalmente entre 1984 y 1996. 

## Biografía
El 2 de noviembre de 1988, Pérez Hoyos fue secuestrado en Medellín por 20 horas y amenazado de muerte por un grupo de hombres que se hicieron llamar "representantes de seis clubes profesionales" cuando lo grandes carteles del narcotráfico en Colombia tenían gran influencia sobre el fútbol colombiano.
Pérez Hoyos fue juez de línea durante la final del Mundial de fútbol de Italia de 1990 en el Estadio Olímpico de Roma que fue disputada entre Alemania Federal y Argentina. En la Final de la Copa Mundial de Fútbol de 1990 fue acompañado por los árbitros Edgardo Codesal Méndez (México) y Michal Listkiewicz (Polonia).
Fue parte de la primera generación de árbitros que trabajó en la Liga Japonesa Profesional de Fútbol, la "J1 League" en su primera temporada en 1993.
Ha ejercido como profesor de matemáticas en el "Politécnico Colombiano Jaime Isaza Cadavid".

## Palmarés
Pérez Hoyos ofició partidos en algunas de las grandes competiciones como árbitro FIFA:
- Copa América 1987 (1 partido)
- Copa Mundial de Fútbol Sub-16 de 1989 (2 partidos)
- Copa América 1991 (2 partidos)
- Copa Mundial de Fútbol de 1990 (1 partido)
- Copa Mundial de Fútbol Sub-20 de 1993 (2 partidos)
- Copa Kirin 1995 (1 partido)